# Pico da Casinda
O Pico da Casinha é uma elevação portuguesa localizada no concelho de Santa Cruz das Flores, ilha das Flores, arquipélago dos Açores.
Este acidente geológico tem o seu ponto mais elevado a 511 metros de altitude acima do nível do mar. Nas imediações desta formação encontra-se o Monte das Cruzes, a Ribeira dos Algares e o Miradouro da Pedra Alta.